# المجفف (الشرقية)
قرية المجفف هي إحدى القرى التابعة لمركز ديرب نجم في محافظة الشرقية في جمهورية مصر العربية. حسب إحصاءات سنة 2006، بلغ إجمالي السكان في المجفف 9039 نسمة، منهم 4484 رجل و4555 امرأة.

## التاريخ
قرية المجفف من القرى القديمة، حيث وردت باسم «تلال الزيّاتين» في أعمال الشرقية ضمن قرى الروك الصلاحي التي أحصاها ابن مماتي في كتاب قوانين الدواوين، كما وردت باسم «تلال الزياتين» في أعمال الشرقية ضمن قرى الروك الناصري التي أحصاها ابن الجيعان في كتاب «التحفة السنية بأسماء البلاد المصرية». وفي العصر العثماني وردت بنفس الاسم وتعرف أيضًا باسم «المجفف» في التربيع العثماني الذي أجراه الوالي العثماني سليمان باشا الخادم في عصر السلطان العثماني سليمان القانوني ضمن قرى ولاية الشرقية، وفي تاريخ 1228هـ/1813م الذي عدّ قرى مصر بعد المسح الذي قام به محمد علي باشا باسم «المجفف» ضمن قرى مديرية الشرقية.